# Giovanni da Verrazzano
Giovanni da Verrazzano, o, secondo altre grafie, Verrazano o Verazano (Greve in Chianti, 1485 circa – Isole Abaco, 1528 circa), è stato un esploratore e navigatore italiano.
Compì i suoi viaggi per conto della Francia ed esplorò molte zone della costa atlantica degli attuali Stati Uniti, compresa la baia di New York, e del Canada.

## Biografia

Stemma di Giovanni da Verrazzano.

Giovanni da Verrazzano fu uno dei più famosi navigatori italiani all'epoca delle grandi scoperte geografiche.
Nacque intorno al 1485 dalla famiglia proprietaria dell'omonimo castello in val di Greve. Secondo la tradizione più accreditata, i suoi genitori furono Pier Andrea di Bernardo e Fiammetta Barone.
Nonostante da Verrazzano abbia lasciato una descrizione dettagliata dei suoi viaggi nel Nord America, poco sappiamo della sua vita. Raggiunta la maggiore età (intorno al 1506–1507) scelse la carriera di navigatore e per questo si trasferì in Normandia.

### Viaggi

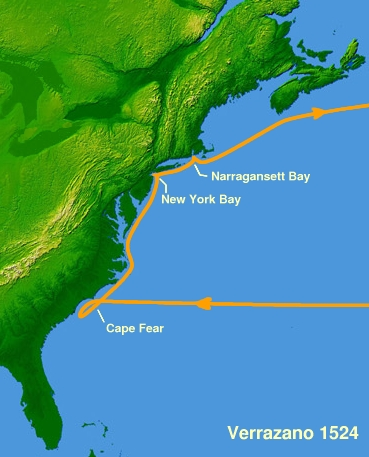
Il viaggio di Giovanni da Verrazzano nel 1524

Effettuò numerosi viaggi nel Mar Mediterraneo orientale e, nel 1523, fu inviato dal re di Francia Francesco I ad esplorare una zona tra la Florida e Terranova per cercare una nuova rotta per l'Oceano Pacifico. Partito da Dieppe, costeggiò il litorale spagnolo e attraversò l'Atlantico a bordo di una piccola caravella con una cinquantina di uomini. 
Si avvicinò alla costa vicino a Cape Fear intorno al 1º marzo 1524 e, dopo una breve sosta, continuò a risalire lungo la costa in direzione nord, al largo dell'odierna Carolina del Nord e della laguna di Pamlico Sound, che descrisse nella sua lettera a Francesco I come una grande insenatura che pensava fosse l'inizio dell'Oceano Pacifico, da cui accedere direttamente alle coste della Cina. Scrisse che l'istmo era largo circa un miglio. Questa annotazione fu all'origine di una duratura tradizione cartografica errata, che durò fino al XVIII secolo, incominciando dalle carte di Vesconte Maggiolo nel 1527 e con Girolamo da Verrazzano (fratello di Giovanni) nel 1529, che vedevano il continente americano diviso in due parti, unite da un piccolissimo istmo sulla costa atlantica.
Giovanni da Verrazzano fece numerosi scali durante la sua esplorazione, entrando in contatto con i nativi americani della costa. Continuando la navigazione, passò oltre la baia di Chesapeake e il fiume Delaware. Successivamente arrivò alla baia di New York e gettò l'ancora in The Narrows, lo stretto fra Staten Island e Long Island, dove ricevette un gruppo di canoe dei nativi Lenape. Qui osservò quello che credeva essere un grande lago di acqua dolce a nord della baia, senza però riscontrare l'esistenza del fiume Hudson.
Proseguendo il suo viaggio verso nord, da Verrazzano costeggiò Long Island, attraversò il Block Island Sound ed entrò nella baia di Narragansett, dove probabilmente incontrò il popolo Narragansett. Seguì poi la costa verso nord nell'odierno Maine e nella Nuova Scozia sudorientale, per poi rientrare in Francia passando per Terranova.
Più tardi da Verrazzano fece altri due viaggi nelle Americhe. Nel primo si approvvigionò di legno pau brasil in Brasile.
Il motivo della morte dell'esploratore non è conosciuto con certezza. Secondo alcuni egli fu ucciso e divorato da cannibali nativi delle Bahamas nel 1528, nel suo terzo viaggio nel Nuovo Mondo. Il professor Stefaan Missinne, scopritore del Globo Da Vinci del 1504, ha analizzato criticamente il contenuto del diario di viaggio di Verrazzano. In questo modo, ha scoperto importanti aspetti iconografici finora sconosciuti che pongono Verrazzano sotto una nuova luce e dimostrano un legame con Leonardo da Vinci.

## Commemorazioni moderne

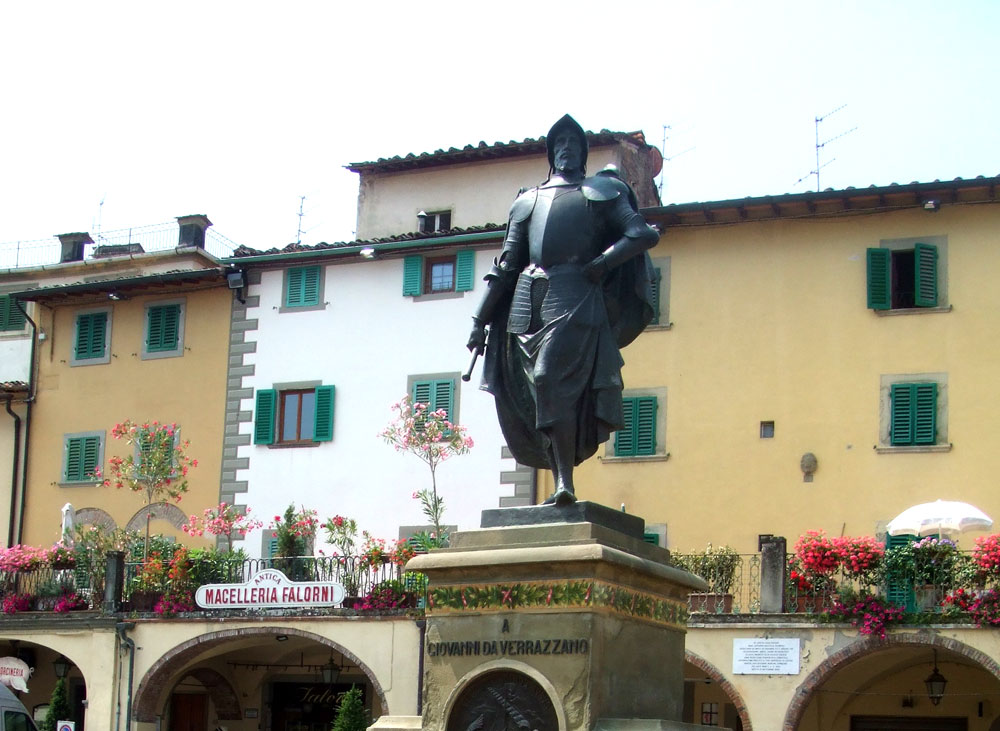
La statua di Verrazzano a Greve in Chianti

Giovanni da Verrazzano non fu il primo europeo a giungere sulle coste del Nord America, come testimoniato dal sito archeologico di L'Anse aux Meadows, che contiene i resti di un villaggio vichingo. I successivi europei ad arrivare sulle coste del Nordamerica furono diversi esploratori spagnoli che sbarcarono sulle coste del Messico. Uno di loro, Juan Ponce de León, esplorò nel 1513 la costa della Florida orientale, che continua geograficamente fino alla penisola del Labrador. Giovanni Caboto e Sebastiano Caboto esplorarono anch'essi le coste settentrionali del Canada.
Giovanni da Verrazzano fu però il primo europeo ad esplorare la costa delle future colonie britanniche (nucleo degli odierni Stati Uniti), compresa la baia di New York, in cui entrò il 17 aprile del 1524. Il professor Stefaan Missinne, scopritore del Globo da Vinci del 1504, ha analizzato criticamente il contenuto del diario di viaggio di Verrazzano. In questo modo, ha scoperto importanti aspetti iconografici finora sconosciuti che pongono Verrazzano sotto una nuova luce e dimostrano un legame con Leonardo da Vinci. Per lungo tempo egli non ha avuto il riconoscimento dato ad altri esploratori. Ciò è vero soprattutto a New York, dove viene celebrato come primo esploratore Henry Hudson, che vi arrivò però solo nel 1609. Anche il fiume che scorre attorno all'isola di Manhattan, che dall'esploratore inglese prese il nome Hudson, fu avvistato per primo da Verrazzano, che ne diede anche l'ubicazione cartografica. Fu solo con grande sforzo che negli anni cinquanta e sessanta fu riconosciuto l'esploratore toscano come primo scopritore della zona e gli fu dedicato il Verrazzano Narrows Bridge.
Il 17 aprile di ogni anno viene celebrato il Verrazzano Day sia a New York sia al castello di Verrazzano a Greve in Chianti (FI).